# Jamaican National Premier League
De Wray & Nephew National Premier League is de hoogste voetbalcompetitie op het Caraïbische eiland Jamaica, ontstaan in 1973. De competitie wordt georganiseerd door de Jamaica Football Federation. Anno 2016 spelen er twaalf teams in de Premier League. Het niveau van de clubs ligt niet ver van elkaar; in de afgelopen 10 jaar zijn er 6 ploegen als winnaar uit de bus gekomen.

## Teams 2015/2016
- Arnett Gardens FC
- Boys' Town FC
- Cavalier FC
- Harbour View FC
- Humble Lions FC
- Portmore United FC
- Reno FC
- Rivoli United
- Tivoli Gardens FC
- UWI FC
- Waterhouse FC

## Winnaars
- 1974 Santos
- 1975 Santos
- 1976 Santos
- 1977 Santos
- 1978 Arnett Gardens FC
- 1979 -
- 1980 Santos
- 1981 Cavalier FC
- 1982 -
- 1983 Tivoli Gardens FC
- 1984 Boys' Town FC
- 1985 Jamaica Defence Force
- 1986 Boys' Town FC
- 1987 Seba United FC
- 1988 Wadadah FC
- 1989 Boys' Town FC
- 1990 Reno FC
- 1990/1991 Reno FC
- 1991/1992 Wadadah FC
- 1992/1993 Hazard United
- 1993/1994 Violet Kickers
- 1994/1995 Reno FC
- 1995/1996 Violet Kickers
- 1996/1997 Seba United FC
- 1997/1998 Waterhouse FC
- 1998/1999 Tivoli Gardens FC
- 1999/2000 Harbour View FC
- 2000/2001 Arnett Gardens FC
- 2001/2002 Arnett Gardens FC
- 2002/2003 Portmore United FC
- 2003/2004 Tivoli Gardens FC
- 2004/2005 Portmore United FC
- 2005/2006 Waterhouse FC
- 2006/2007 Harbour View FC
- 2007/2008 Portmore United FC
- 2008/2009 Tivoli Gardens FC
- 2009/2010 Harbour View FC
- 2010/2011 Tivoli Gardens FC
- 2011/2012: Portmore United FC
- 2012/2013: Harbour View FC
- 2013/2014: Montego Bay United FC
- 2014/2015: Arnett Gardens FC
- 2015/2016: Montego Bay United FC
- 2016/2017 Arnett Gardens FC
- 2017/2018: Portmore United FC
- 2018/2019: Portmore United FC